# Сойе д’Энгиен
Сойе Энгиенский (1324 — 21 марта 1364) — сеньор Энгиенский с 1345 года, а также титулярный герцог Афин и граф Бриенн с 1356 года.
Сойе был вторым сыном Изабеллы де Бриенн и Готье III д’Энгиена. В 1332 году он сопровождал своего дядю Готье VI де Бриенна, титулярного афинского герцога, в военной экспедиции в Грецию, с целью отвоевания Афинского герцогства у Каталонской компании. Поход закончился неудачей, и Бриенн покинул Грецию, передав Сойе управление небольшими беотийскими владениями Аргосом и Нафплионом. После смерти бездетного дяди в 1356 году, Сойе получил титул афинского герцога и графство Бриенн. Сойе не предпринял попыток для возвращения Афинского герцогства, и, передав управление местными землями младшему брату Ги д’Энгьену, навсегда уехал из Греции.
В 1361 году был занят делами своего родового поместья в Энгиене. После приобретения нескольких окрестных земель незаконно завладел замком Безье (фр.), принадлежащим могущественному герцогу Альбрехту Штраубинг-Баварскому, графу Голландии, Фрисландии и Эно. По приказу герцога Сойе был арестован, и, после нескольких дней в плену в замке Кенуа, обезглавлен 21 марта 1364 года.

## Семья
Сойе Энгиенский был женат на Жанне де Конде, и имел от неё сына Готье IV д’Энгиенна. От любовницы Элизабет ван Лир прижил четверых сыновей, в том числе Кола Энгиенского, который вел длительную войну с герцогом Альбрехтом, стремясь отомстить за смерть отца.